# José Homs
José Homs, né en 1975, est un dessinateur et coloriste de bande dessinée espagnol.

## Biographie
En mars 2013 est publiée chez Dupuis la première partie de l'adaptation du tome 1 de Millénium : Les Hommes qui n’aimaient pas les femmes dont il signe les dessins. Le scénario est de Sylvain Runberg.

## Publications

### Albums
Shi, scénario de Zidrou, Dargaud
- 1. Au commencement était la colère…[2], Dargaud, Paris, 2017
Scénario : Zidrou - Dessin et couleurs : José Homs -  (ISBN 978-2-505-06441-1)
- 2. Le Roi démon, Dargaud, Paris, 2017
Scénario : Zidrou - Dessin et couleurs : José Homs -  (ISBN 978-2-505-06705-4)
- 3. Revenge !, Dargaud, Paris, 2018
Scénario : Zidrou - Dessin et couleurs : José Homs -  (ISBN 978-2-505-07374-1)
- 4. Victoria, Dargaud, Paris, 2020
Scénario : Zidrou - Dessin et couleurs : José Homs -  (ISBN 978-2-505-08096-1)
- 5. Black Friday[3], Dargaud, Paris, 11 février 2022
Scénario : Zidrou - Dessin et couleurs : José Homs -  (ISBN 978-2-505-08939-1)
- 6. La Grande Puanteur, Dargaud, Paris, 15 septembre 2023
Scénario : Zidrou - Dessin et couleurs : José Homs -  (ISBN 978-2-505-11518-2)

### Comics
- 2009 : Red Sonja

### One shot
- 2009 : La Vieille dame qui n'avait jamais joué au tennis et autres nouvelles qui font du bien

## Prix et distinctions
- 2017 : Prix Saint-Michel du meilleur dessin pour Shi